# Walter Laki

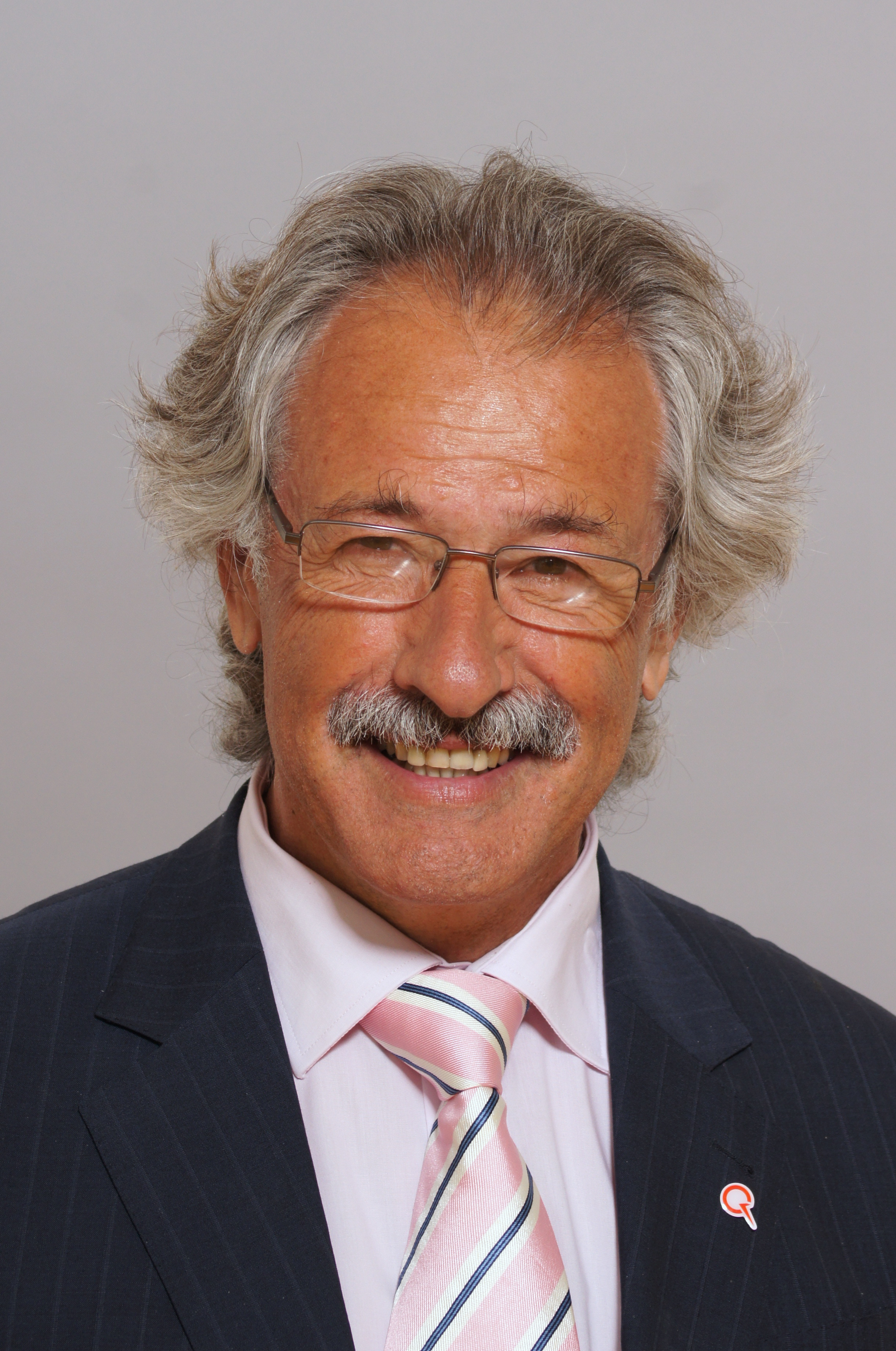
Walter Laki 2013

Walter Laki (* 29. Mai 1951 in Moschendorf) ist ein österreichischer Politiker (FRANK). Er war von 2013 bis 2018 Abgeordneter zum Landtag von Niederösterreich.

## Leben
Laki besuchte die Volks- und Hauptschule sowie eine Höhere Technische Lehranstalt (HTL), bevor er im Bereich Wirtschaft zum Doktor promovierte. Er arbeitete von 1970 bis 1974 als Vizepräsident der österreichischen Jungarbeiterbewegung, war danach von 1979 bis 1983 in der ORF-Generalintendanz beschäftigt und wirkte im Anschluss von 1983 bis 2011 als Prüfer im Rechnungshof. Er ist Träger des Großen Ehrenzeichens des Burgenlandes und wurde am 24. April 2013 als Abgeordneter des Team Stronach zum niederösterreichischen Landtagsabgeordneten angelobt. Er übernahm auch das Amt des Klubobmanns innerhalb des Landtagsklubs des Team Stronach. Nach einer klubinternen Auseinandersetzung um die Zustimmung zum Landesbudget löste ihn Ernest Gabmann junior am 19. Juni 2013 als Klubobmann ab.
Im Juni 2016 wurde er vom Team Stronach für den Posten des Präsidenten des Rechnungshofes nominiert.
Nach der Landtagswahl in Niederösterreich 2018 schied er aus dem Landtag aus.